# Толе бі
Толе Бі (Толе-бей) Алібекули (каз. Төле би Әлібекұлы) (1663, народився на жайлау (нині жайлау Жайсан) поблизу Шу Жамбилської області — 1756, Акбурхан-орда, сучасний Толебійський район Південно-Казахстанської області) — великий казахський бей, бей Старшого жуза, громадський діяч.
Разом з Казибек бі та Айтеке бі один з трьох великих беїв (суддів) казахського народу, авторів зводу законів «Жеті Жарги», оратор і поет.

## Життєпис

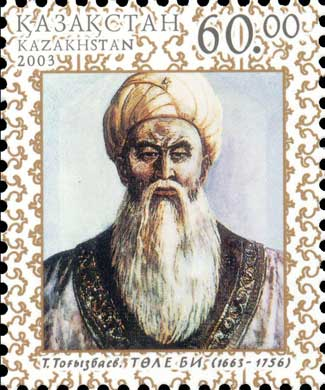
Портрет Толе бі на поштовій марці Казахстану, 2003 рік

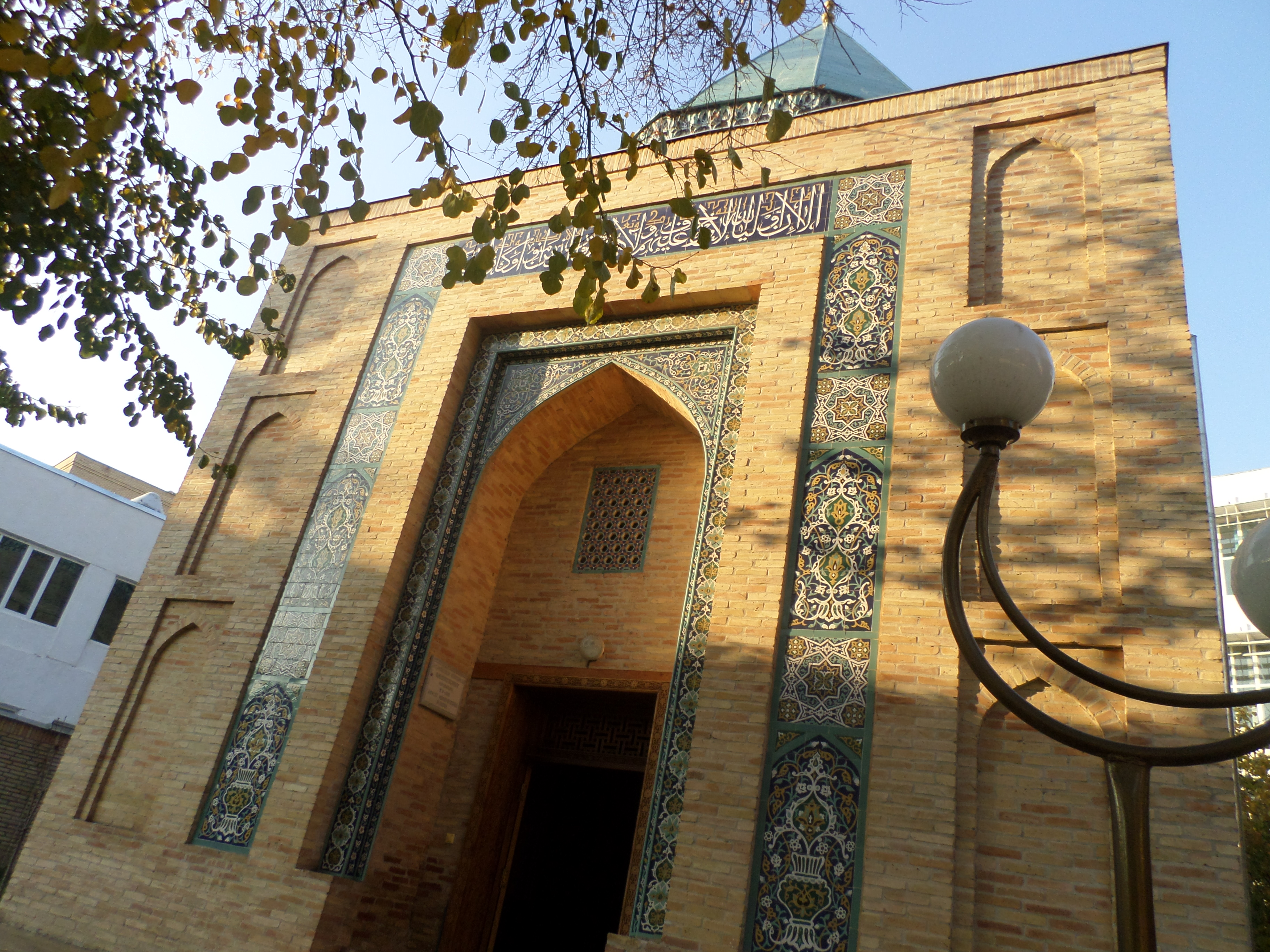
Мавзолей Толе бі в Ташкенті

Толе бі походить з казахського роду Дулат, підрід Жанис, в сім'ї Алібек бі, батько якого Кудайберди бі брав участь у походах Єсим хана, зокрема в битвах «Катаган киргини» (1627—1628 роки), проти повсталого хана Турсуна, який правив Ташкентом. Толе, син Алібека, народився в урочищі Жайсан Шуйського повіту нинішньої Жамбилської області в 1663 році.
Бухар жирау у вірші, що описує дитинство Абу аль Мансур хана, нагадує ханові, коли, перебуваючи в скрутному становищі, він працював у Абилмамбета і пас верблюдів у Толе бе. У поемі «Сабалак» Бухар жирау описує розмову Толе бе з Абилаєм — хлопчиком-підпасичем у старому овчинному кожусі, якого Толе назвав за обросле волосся і розпатланий вигляд Сабалаком. Таким чином, Толе бі був одним з перших, хто помітив майбутнього хана Абилая.
Мудрість і винахідливість Толе бі були ще при житті визнані з боку Бухар жирау, Казибек бі, Айтеке бі. У відношенні до Толе бі говорили: «У благої думки є джерело, у її автора — духовний батько Майки», маючи на увазі, що він увібрав у себе дух Майки бі. У своїх творах Толе бі визнавали і вважали опорою для ханів Синир жирау, Жиренши які відзначали його красномовство і турботу про потреби простих людей. Толе бі є одним із співавторів зводу законів Тауке-хана «Жеті Жарги» разом з Казибек бі (Середній жуз) і Айтеке бі (Молодший жуз). Після «років великого лиха» (каз. Ақтабан шұбырынды) авторитет Толе бі піднявся завдяки його заклику до народу взятися за землеробство, перейти до осілості, вчитися гарних прикладів у сусідніх народів. Відомий його вислів: «Хто бачив батька, навчиться стріляти, хто матір бачив, шубу вміє шити».
Після смерті хана Старшого жуза Жолбариса Толе бі правил Ташкентом протягом шести років — з 1743 по 1749 роки.
У книзі «Історія Ташкента» виданій в 1988 році, повідломляється про Толе бі: «Близько 1740 року володіння землями біля гирла річки Бозсу дозволило вигнаному казахському ханові Тюлебію, брати з Ташкента данину в 40 тисяч таньга, яку він раніше отримував як правитель. Татарський купець Шубай Арсланов, який відвідав місто в 1741 році, свідчить: „він Тюлебий такі утиски Ташкенту вчинив, що якщо і захоче той канал, що неске води туди, то відразу ж запрудит і в інший бік пустити може, від чого ташкентці змушені бути за відсутності води померти“.»
За переказами, коли люди повсюдно стали спішно покидати насиджені місця від звісток про наступ джунгар (калмиків), один Толе не став розбирати свого житла. «Чому ти не збираєшся їхати?» — питали в нього. «Так в цьому році одна ластівка оселилася нагорі юрти. Адже це легендарна пташка: під час потопу, коли корабель Ноя тонув, вона врятувала його. Не можу ж я розорити її гніздо і знищити її пташенят», — відповів мудрий Толе. «Так це воістину святий», — сказав воєначальник калмиків і не чіпав його і його оточення. В околицях Ташкента і Шимкента збереглася традиція прямо не називати імені Толе бі, а говорити «Священна ластівка» (Карлыгаш bij).
Він помер у 1756 році в Акбурхан-орді, на території сучасного Толебийського району Туркестанської області. Похований в Ташкенті в мавзолеї Карлигаш бея.

## Ушанування пам'яті
- У 2003 році була випущена поштова марка Казахстану, присвячена Толе бі.
- На честь Толе бі перейменовано село Новотроїцьке в Жамбильської області, яке є адміністративним центром Шуського району і знаходиться поблизу міста Шу.
- На честь Толе бі названі вулиці в містах Алмати, Караганді, Тараз, Кизилорді, Шимкенті, Туркестані і в багатьох інших населених пунктах Казахстану.
- У Південно-Казахстанській області є адміністративно-територіальна одиниця Толебійського району, адміністративний центр — місто Ленгер.